# Blepharis capensis
Blepharis capensis là một loài thực vật có hoa trong họ Ô rô. Loài này được (L.f.) Pers. mô tả khoa học đầu tiên năm 1806.